# SV Babelsberg 03
SV Babelsberg 03 is een Duitse voetbalclub uit Babelsberg, een stadsdeel van Potsdam.

## Geschiedenis

### Oprichting tot 1945
Op 1 oktober 1903 werd de Sport-Club Jugendkraft 1903 door enkele jongelingen uit Nowawes gesticht. Twee jaar later werd Fußball-Club Fortuna 05 opgericht. In 1919 fusioneerden de clubs tot SV Nowawes 03. De fusieclub speelde in de Kreisliga Berlin-Brandenburg wat op dat moment de 2de klasse was. In de jaren 30 speelde de club in de Gauliga. Het hoogtepunt kwam in 1937 toen de club kampioen werd na de finale gewonnen te hebben tegen FV Cottbus met 7-1. Een jaar later werd Nowawes ingelijfd bij de stad Babelsberg en zo veranderde de clubnaam in SV Babelsberg 03. 17 maanden later verloor Babelsberg zijn stadsrechten en werd een deelgemeente van Potsdam. De club fuseerde met Sportfreunde Potsdam en werd zo Sportvereinigung Potsdam 03. In 1938 degradeerde de club uit de Gauliga en kwam pas in 1943 terug.

### 1945-1990
Na WOII werd in Babelsberg SG Babelsberg opgericht dat ook een opvolger was van Eintracht Babelsberg was en in 1948 werd BSG Karl Marx Babelsberg heropgericht als opvolger van SpVgg 03 Babelsberg. Op 6 december 1950 werd de naam in BSG Motor Babelsberg gewijzigd. De club speelde in de lagere klassen en in de schaduw van BSG Rotation Babelsberg dat van 1949 tot 1958 in de hoogste klasse speelde. In 1961 werd SC Potsdam opgericht, met de bedoeling een grote club te krijgen in de stad. Het eerste elftal van Rotation werd naar SC overgeheveld en toen de club na enkele seizoenen het vooropgestelde doel niet bereikt had werd de voetbalafdeling weer opgeheven. Het eerste elftal keerde niet terug naar Rotation maar naar Motor Babelsberg dat nu de vrijgekomen plaats in de DDR-Liga overnam.
In 1968 degradeerde de club naar de 3de klasse (Bezirksliga). In de jaren zeventig was de club een liftploeg tussen 2de en 3de. Vanaf 1981 werden 9 seizoenen in 2de doorgebracht alvorens weer te degraderen.

### 1991-2006
Op 10 december 1991 werd de club heropgericht onder zijn huidige naam. Door de Duitse hereniging was de club in lagere reeksen verzeild geraakt en werd in 1993 kampioen van de Landesliga Brandenburg (V) en promoveerde naar de Verbandsliga. In 1996 promoveerde de club naar de Oberliga. Daar presteerde de club bijzonder goed en werd kampioen waardoor een promotie naar de Regionalliga afgedwongen werd. In 1999 won de club de beker van Brandenburg in de finale tegen Stahl Eisenhüttenstadt en was zo direct geplaatst voor DFB-Pokal. In de 1ste ronde was de club vrij en in de 2de ronde werd SpVgg Unterhaching verslagen, dan werd de club uitgeschakeld. In 1999/2000 kwalificeerde de club zich voor de Regionalliga die van 4 naar 2 klassen werd teruggeschroefd. Een jaar later promoveerde de club zelfs naar de 2. Bundesliga. Ondanks een goede start werd de club laatste en degradeerde. Door een grote schuldenberg stond een degradatie uit de Regionalliga al snel vast. Sinds 2003/04 speelt de club in de Oberliga NOFV-Nord en werd 2 keer 2de maar kon in de eindronde niet promoveren. In 2005/06 werd de club 3de.

### 2006-heden
De club is kampioen geworden in de Oberliga NOFV-Nord in 2006/07 en heeft daarmee promotie afgedwongen naar de Regionalliga Nord. In het seizoen 2009/10 werd het ook daar kampioen en kon het promoveren naar de 3. Liga. In het seizoen 2012/13 degradeerde de club weer uit de 3. Liga. Sindsdien speelt SV Babelsberg in de Regionalliga Nordost.

## Eindklasseringen vanaf 1964 (grafiek)
- 1964 8e
DDR-Liga
- 1965 9e
DDR-Liga
- 1966 11e
DDR-Liga
- 1967 13e
DDR-Liga
- 1968 16e
DDR-Liga
- 1969 2e
Bezirksliga
- 1970 3e
Bezirksliga
- 1971 2e
Bezirksliga
- 1972 10e
DDR-Liga
- 1973 1e
Bezirksliga
- 1974 9e
DDR-Liga
- 1975 9e
DDR-Liga
- 1976 9e
DDR-Liga
- 1977 5e
DDR-Liga
- 1978 2e
DDR-Liga
- 1979 7e
DDR-Liga
- 1980 10e
DDR-Liga
- 1981 1e
Bezirksliga
- 1982 2e
DDR-Liga
- 1983 7e
DDR-Liga
- 1984 2e
DDR-Liga
- 1985 3e
DDR-Liga
- 1986 8e
DDR-Liga
- 1987 8e
DDR-Liga
- 1988 11e
DDR-Liga
- 1989 17e
DDR-Liga
- 1990 9e
Bezirksliga
- 1991 12e
Bezirksliga
- 1992 2e
Niveau 5
- 1993 1e
Niveau 4
- 1994 2e
Niveau 4
- 1995 2e
Verbandsliga
- 1996 1e
Verbandsliga
- 1997 1e
Oberliga
- 1998 14e
Regionalliga
- 1999 15e
Regionalliga
- 2000 5e
Regionalliga
- 2001 2e
Regionalliga
- 2002 18e
2. Bundesliga
- 2003 16e
Regionalliga
- 2004 2e
Oberliga
- 2005 3e
Oberliga
- 2006 3e
Oberliga
- 2007 1e
Oberliga
- 2008 15e
Regionalliga
- 2009 3e
Regionalliga
- 2010 1e
Regionalliga
- 2011 13e
3. Liga
- 2012 17e
3. Liga
- 2013 19e
3. Liga
- 2014 14e
Regionalliga
- 2015 11e
Regionalliga
- 2016 6e
Regionalliga
- 2017 5e
Regionalliga
- 2018 5e
Regionalliga
- 2019 7e
Regionalliga
- 2020 16e
Regionalliga
- 2021 11e
Regionalliga
- 2022 11e
Regionalliga
- 2023 10e
Regionalliga
- 2024 5e
Regionalliga
- 2025 13e
Regionalliga

- Niveau 2 (DDR)
- Niveau 3 (DDR)
- Niveau 2
- Niveau 3
- Niveau 4
- Niveau 5

| Legenda niveautijdlijn | Legenda niveautijdlijn      | Legenda niveautijdlijn      | Legenda niveautijdlijn      | Legenda niveautijdlijn    | Legenda niveautijdlijn |
| Liga                   | Seizoen 1963/64 t/m 1973/74 | Seizoen 1974/75 t/m 1993/94 | Seizoen 1994/95 t/m 2007/08 | Seizoen 2008/09 tot heden | Opmerking              |
| ---------------------- | --------------------------- | --------------------------- | --------------------------- | ------------------------- | ---------------------- |
| Bundesliga             | Niveau I                    | Niveau I                    | Niveau I                    | Niveau I                  |                        |
| 2. Bundesliga          | --                          | Niveau II                   | Niveau II                   | Niveau II                 |                        |
| 3. Liga                | --                          | --                          | --                          | Niveau III                |                        |
| Regionalliga           | Niveau II                   | --                          | Niveau III                  | Niveau IV                 |                        |
| Oberliga               | --                          | Niveau III *                | Niveau IV                   | Niveau V                  | * vanaf 1978/79        |